# La Digue (bande dessinée)
Pour les articles homonymes, voir La Digue (homonymie).
La Digue est un album de bande dessinée en noir et blanc écrit par Éric Corbeyran et dessinée par Alfred. 

## Publications
- La Digue, Delcourt, coll. « Encrages », 1998  (ISBN 2-84055-223-X).

### Documentation
- Xavier Glaizes, « Gueuledamour et Tronches de coke », BoDoï, no 13,‎ novembre 1998, p. 8.